# Emanuel (nombre)

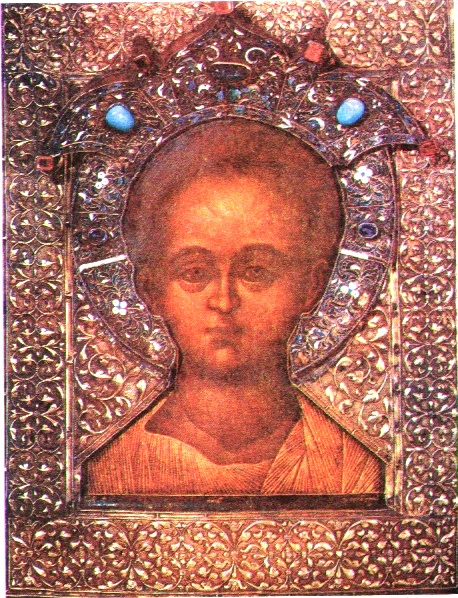
Cristo Emmanuel, icono cristiano con túnica de Simón Ushakov, 1668. Según el Evangelio de Mateo, Emmanuel se refiere a Jesucristo.

Emanuel, Emmanuel o Immanuel (en latín: Emmanuel; en griego koiné: Ἐμμανουήλ) es un nombre de origen hebreo (עמנואל) que significa «Dios con nosotros». Se constituye de:
- im: עמ que significa con.
- nu: נו que se relaciona con nosotros.
- el: אל que se relaciona con El y Elohim (Dios)

Emanuel es un nombre profético citado en Mateo 1:23 "He aquí, una virgen concebirá y dará a luz un hijo, y llamarás su nombre Emanuel, que traducido es: Dios con nosotros." refiriéndose a Jesús, el Cristo, por haber cumplido decenas de profecías que anunciaban la venida del Mesías, según traducciones cristianas de la Biblia Hebrea, particularmente del Antiguo Testamento. 
El Evangelio de Mateo (Mateo 1:22-23) interpreta esto como una profecía del nacimiento del Mesías y el cumplimiento de las Escrituras en la persona de Jesús. Emanuel «Dios (El) con nosotros» es uno de los «nombres simbólicos» utilizados por Isaías, junto con Shearjashub.
No tiene ningún significado particular en el mesianismo judío.
Dentro de los pasajes del Antiguo Testamento hay una profecía en Isaías 7:14 que dice "Por tanto, el Señor mismo os dará señal: He aquí que la virgen concebirá, y dará a luz un hijo, y llamará su nombre Emanuel." 
Variantes en otros idiomas
| Variantes en otras lenguas (Solo variantes masculinas) | Variantes en otras lenguas (Solo variantes masculinas)                                            |
| ------------------------------------------------------ | ------------------------------------------------------------------------------------------------- |
| Español                                                | Manuel, Emanuel, Emmanuel                                                                         |
| Afrikáans                                              | Manuel, Immanuel                                                                                  |
| Alemán                                                 | Manuel, Emanuel, Immanuel                                                                         |
| Amhárico                                               | አማኑኤል (āmanu’ēli)                                                                                 |
| Árabe                                                  | عمانوئيل (Immano’el, Manuil)                                                                      |
| Arameo                                                 | ܥܲܡܲܢܘܼܐܹܝܠ ,ܥܰܡܰܢܽܘܐܶܝܠ (ˁammanūˀēl)                                                                     |
| Armenio                                                | Էմանուել (Emmanuel, Manuel)                                                                       |
| Asturiano                                              | Manuel, Nel, Mel                                                                                  |
| Aimara                                                 | Emanuel                                                                                           |
| Cántabro                                               | Nel, Mel, Maiel                                                                                   |
| Birmano                                                | ဧမာနွေလဟု (Imannwel)                                                                                  |
| Camboyano                                              | អេម៉ា‌ញូ‌អែល (Immanuel)                                                                                  |
| Catalán                                                | Manel, Nel                                                                                        |
| Checo                                                  | Manuel, Emanuel                                                                                   |
| Chino                                                  | 曼努埃尔 (Màn nǔ āi ěr)                                                                           |
| Coreano                                                | 엠마누엘 (Emmanuel)                                                                               |
| Danés                                                  | Emanuel                                                                                           |
| Esperanto                                              | Emanuel                                                                                           |
| Filipino                                               | Emmanuel                                                                                          |
| Euskera                                                | Imanol/Mañel                                                                                      |
| Finlandés                                              | Emmanuel                                                                                          |
| Francés                                                | Manuel, Emmanuel                                                                                  |
| Gallego                                                | Manoel                                                                                            |
| Georgiano                                              | ემანუელ (Emmanuel)                                                                                |
| Griego                                                 | Εμμανουήλ (Emanuíl), Μανόλioς (Manolios), Μανόλης (Manólis), Μάνος (Mános), Μανολάκης (Manolákis) |
| Guyaratí                                               | ઈમ્માનુએલ (Īm'mānu'ēla)                                                                              |
| Hebreo                                                 | עִמָּנוּאֵל (ʻImmānûʼēl)                                                                               |
| Hindi                                                  | इम्मानुएल (Im'mānu'ēla)                                                                              |
| Húngaro                                                | Emánuel                                                                                           |
| Ikwo                                                   | Imánuwẹlu                                                                                         |
| Inglés                                                 | Manuel, Emmanuel, Mel, Manny                                                                      |
| Irlandés                                               | Emanuél                                                                                           |
| Islandés                                               | Emanuel                                                                                           |
| Italiano                                               | Manuele, Emanuele, Manuel                                                                         |
| Japonés                                                | マヌエル (Manueru)                                                                                |
| Judeoespañol                                           | עמנואל (emanuel)                                                                                  |
| Kariña                                                 | Emmanuël                                                                                          |
| latín                                                  | Emmanuel                                                                                          |
| Letón                                                  | Emanuels, Imanuēls                                                                                |
| Lituano                                                | Emanuelis, Emanueliu                                                                              |
| Maldivo                                                | އެއްމަނުއެލް (‘Ēmmanu‘el)                                                                               |
| Maltés                                                 | Manwel                                                                                            |
| Maorí                                                  | Emanuera                                                                                          |
| Náhuatl                                                | Emanuel                                                                                           |
| Neerlandés                                             | Emanuel                                                                                           |
| Noni                                                   | Ɛmanwɛl                                                                                           |
| Noruego                                                | Emanuel, Manuel                                                                                   |
| Ojibwa                                                 | ᐃᒫᓂᔪᐁᓬ (Imaaniyo'el)                                                                              |
| Oriya                                                  | ଇମ୍ମାନୁୟେଲ (Immānuẏēla)                                                                               |
| Otomí                                                  | Manul                                                                                             |
| Polaco                                                 | Emanuel                                                                                           |
| Portugués                                              | Manoel, Manuel                                                                                    |
| Rumano                                                 | Emanuel                                                                                           |
| Ruso                                                   | Эммануил (Emmanuil)                                                                               |
| Sardo                                                  | Manuèli                                                                                           |
| Serbio                                                 | Емануил (Emanuil)                                                                                 |
| Sueco                                                  | Emanuel                                                                                           |
| Tailandés                                              | อิมมานูเอล (Immānū'el)                                                                              |
| Tamashek                                               | Imanuwil                                                                                          |
| Tamil                                                  | இம்மானுவேல் (Im'māṉuvēl)                                                                               |
| Tibetano                                               | ཨེམ༌མ༌ནུ༌ཨེལ༌ (Immānuēl)                                                                             |
| Tongano                                                | ‘Imānuela                                                                                         |
| Urdu                                                   | عمانوئیل (Emmānuīl)                                                                               |
| Vietnamita                                             | Em-ma-nu-ên                                                                                       |
| Xhosa                                                  | Imanuweli                                                                                         |
| Yidis                                                  | עמנואל (Immanuel)                                                                                 |
| Yoruba                                                 | Èmánúẹ́lì                                                                                          |
| Zapoteco                                               | Emanuel                                                                                           |